# Prostřední rybník (Lednické rybníky)
Prostřední rybník (historicky německy Mitter Teich) je součást kaskády Lednických rybníků na potoce Včelínku. Nachází se mezi Hlohoveckým a Mlýnským rybníkem, od kterých je oddělen jen hrázemi. S plochou 48 ha je nejmenším z hlavních rybníků v soustavě. Na jižní straně do něj ústí malá kaskáda Allahových rybníků.
Na severním břehu rybníka se nachází zachovalý volně přístupný řopík. Na návrší přímo nad ním stojí Rybniční zámeček, jeden ze saletů Lednicko-valtického areálu. Uprostřed rybníka se setkávají hranice katastrů Lednice, Hlohovce a Břeclavi (část Charvátská Nová Ves). Po východním břehu vede turistická železniční trať Břeclav–Lednice se zastávkou Lednice rybníky přímo na hrázi rybníka.